# بيتر مايو
بيتر مايو (بالإنجليزية: Peter Mayo)‏ هو أكاديمي مالطي، ولد في 1955.

## وصلات خارجية
- الموقع الرسمي